# Raps

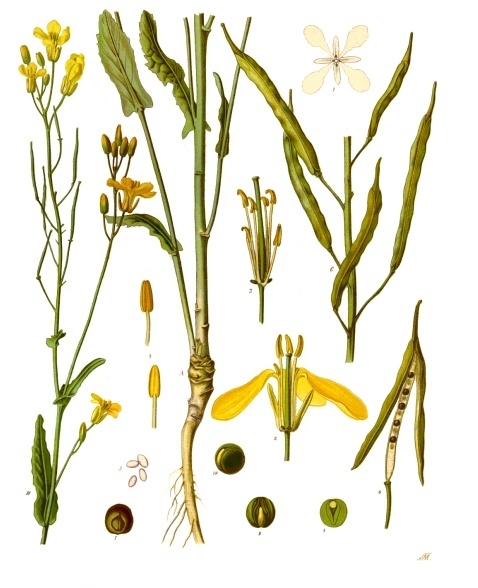
Brassica napus

Raps (Brassica napus), auch Reps oder Lewat genannt, ist eine Pflanzenart aus der Gattung Kohl (Brassica) innerhalb der Familie der Kreuzblütengewächse (Brassicaceae). Es ist eine wirtschaftlich bedeutende Nutzpflanze. Genutzt werden die Samen vor allem zur Gewinnung von Rapsöl und dem Koppelprodukt Rapskuchen. Die Steckrübe Brassica napus subsp. rapifera (Syn.: Brassica napus subsp. napobrassica) ist eine Unterart von Raps (Brassica napus).

## Verwechslungsmöglichkeit
Gelbblühende Felder im Spätsommer und Herbst werden auch oft für Rapsbestände gehalten, allerdings handelt es sich in diesem Zeitraum fast immer um den gleichfalls zu den Kreuzblütlern gehörenden Gelbsenf, der in Mitteleuropa als Zwischenfrucht zur Gründüngung angebaut wird.

## Beschreibung

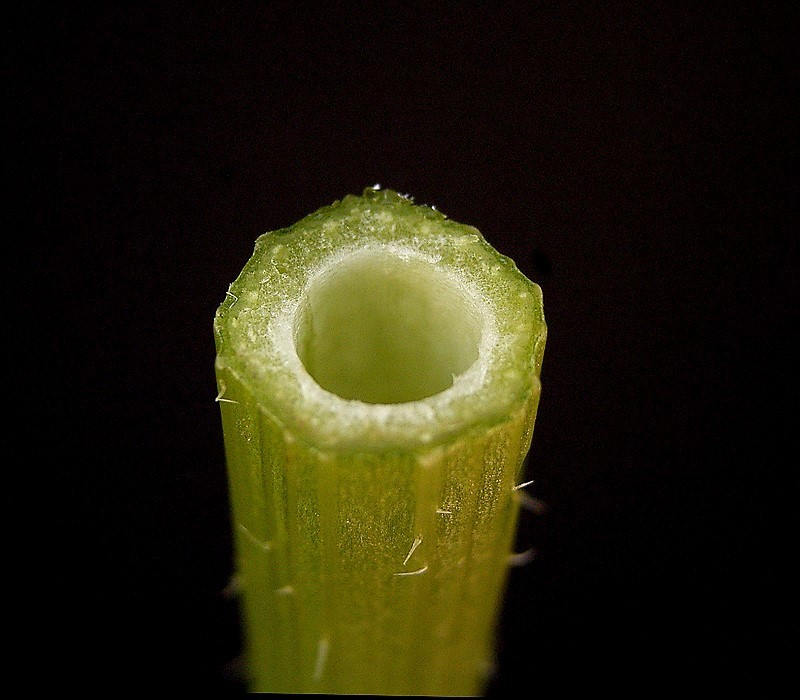
Querschnitt eines Stängels

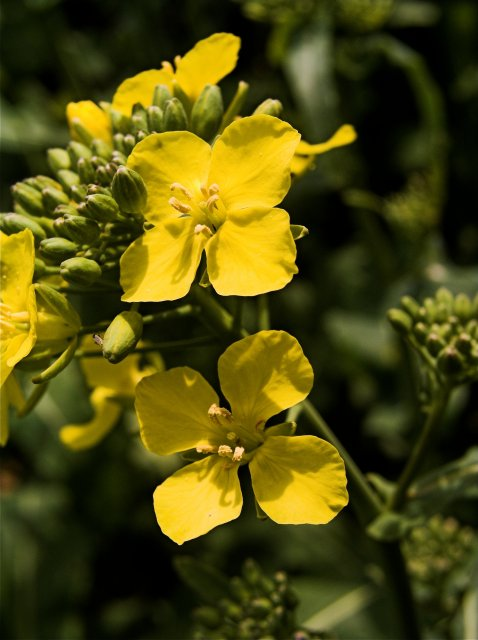
Ausschnitt eines Blütenstandes mit Blütenknospen und geöffneten Blüten im Detail; die vier genagelten gelben Kronblätter sind gut zu erkennen

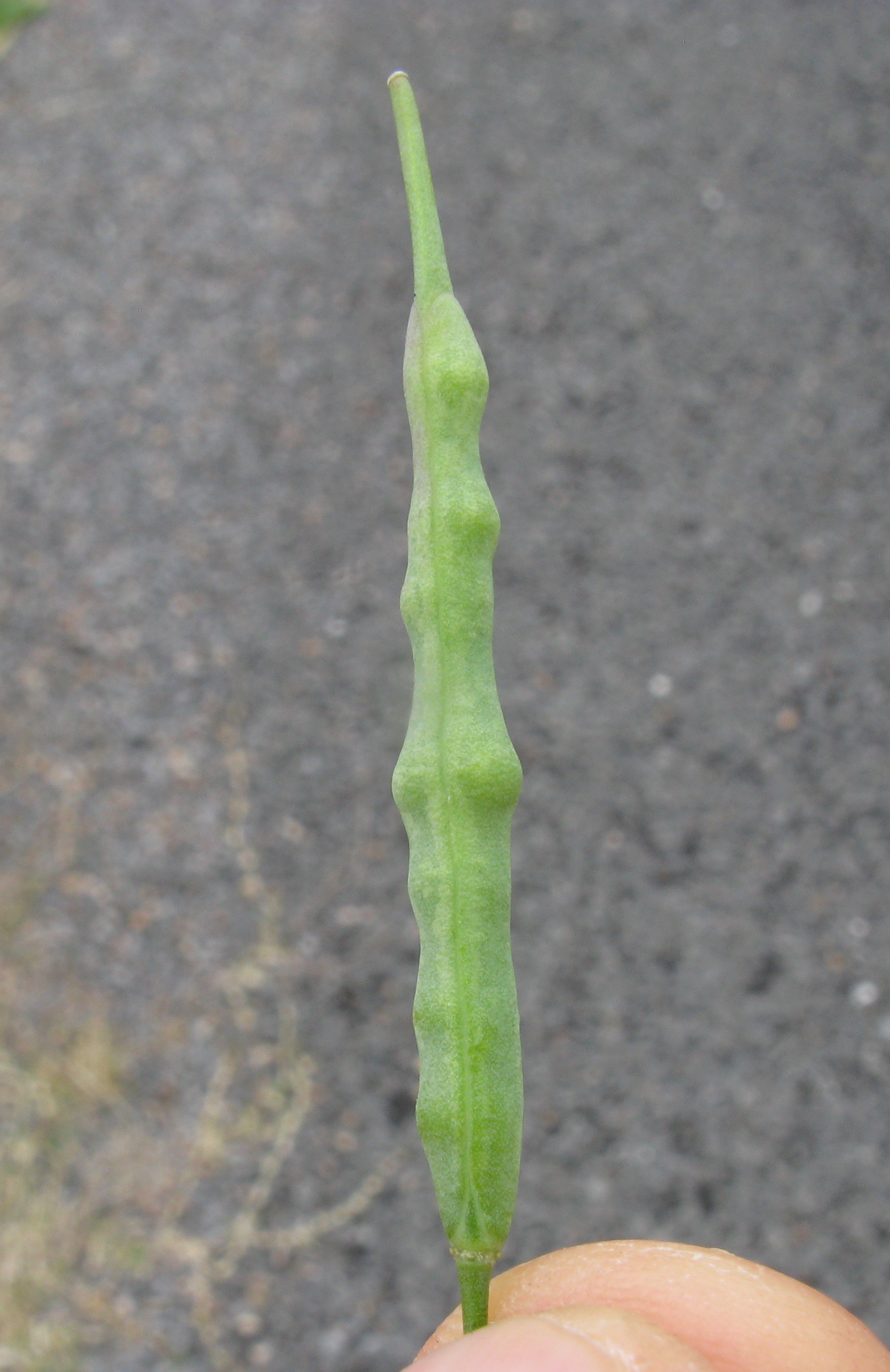
Junge Frucht

### Vegetative Merkmale
Raps ist eine ein- oder zweijährige krautige Pflanze und erreicht Wuchshöhen von 30 bis 150 Zentimetern. Es kann eine fleischige Pfahlwurzel ausgebildet werden. Der aufrechte Stängel ist im oberen Bereich verzweigt. Die oberirdischen Pflanzenteile sind gelegentlich an der Nervatur und den Blatträndern sehr schwach grau bewimpert, meist aber vollständig kahl oder am Ansatz schwach behaart.
Die grundständigen am unteren Bereich des Stängels angeordneten Laubblätter sind in Blattstiel und -spreite gegliedert. Ihr Blattstiel ist bis zu 15 Zentimeter lang. Ihre Blattspreite ist bei einer Länge von 5 bis 25, selten bis zu 40 Zentimetern sowie einer Breite von 2 bis 7, selten bis zu 10 Zentimetern im Umriss eiförmig, länglich-rund bis lanzettlich, fiederteilig gelappt oder leierförmig, manchmal ungeteilt ist. Der Endlappen ist eiförmig und am Rand gezähnt, gewellt oder ganzrandig. Je Seite der Mittelrippe stehen ein bis sechs seitliche Blattlappen, deutlich kleiner als der Endlappen, gelegentlich fehlend und ebenfalls am Rand gezähnt, gewellt oder ganzrandig. Die am oberen Bereich des Stängels wechselständig angeordneten Laubblätter sind ungestielt mit einer Blattspreite, die bei einer Länge von bis zu 8 Zentimeter sowie einer Breite von bis zu 3,5 Zentimeter lanzettlich, eiförmig oder länglich, ihre ohrförmige Spreitenbasis umschließt den Stängel und der Blattrand ist glatt oder gewellt.

### Blütenstand, Blüte und Frucht
Witterungsabhängig beträgt die Blühdauer eines Exemplars etwa drei bis fünf Wochen, eine einzelne Blüte ist aber bereits nach ein bis zwei Tagen verblüht. 20 bis 60 Blüten befinden sich in einem endständigen, traubigen Blütenstand zusammen.
Die zwittrigen Blüten sind vierzählig. Die vier aufsteigenden oder selten fast aufrechten Kelchblätter sind bei einer Länge von 5 bis 10 Millimeter und einer Breite von 1,5 bis 2,5 Millimeter länglich. Die vier leuchtend- bis blassgelben Kronblätter sind bei einer Länge von meist 1 bis 1,6 (0,9 bis 1,8) Zentimeter sowie einer Breite von meist 6 bis 9 (5 bis 10) Millimeter, breit verkehrt-eiförmig mit gerundetem oberen Ende und einem 5 bis 9 Millimeter langen Nagel. Es sind sechs Staubblätter vorhanden. Die Staubfäden sind (selten bis 5) meist 7 bis 10 Millimeter lang und die 1,5 bis 2,5 Millimeter langen Staubbeutel sind länglich. Der Fruchtknoten ist langgestreckt mit kurzem bis kaum erkennbarem Griffel und kopfiger Narbe.

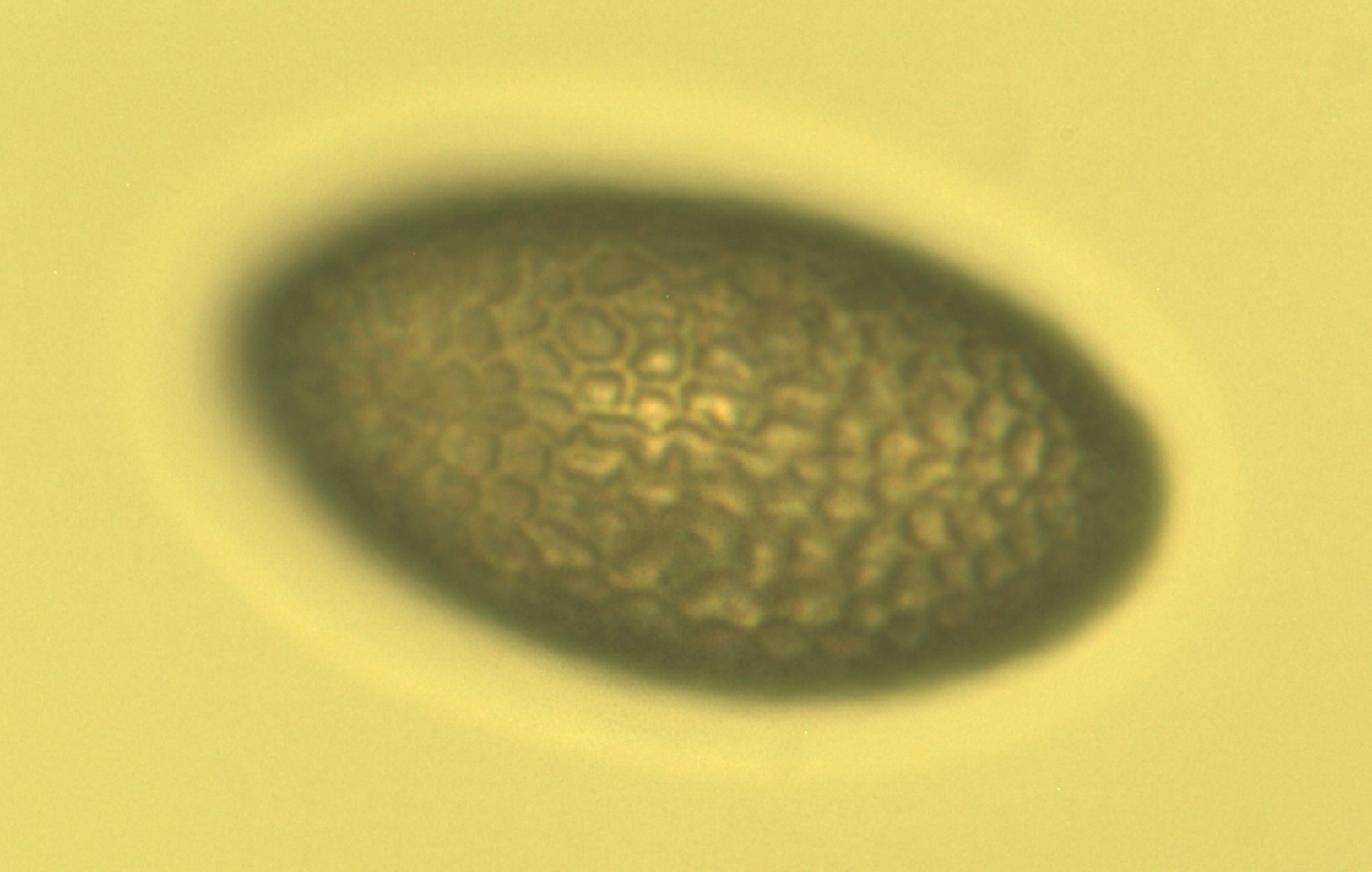
Raps-Pollenkorn (400×)

Der sparrige oder aufsteigende, gerade Fruchtstiel ist meist 1,2 bis 2,3 (1 bis 3) Zentimeter lang. Die ungestielte Schote ist bei einer Länge von 5 bis 9,5 (3,5 bis 11) Zentimetern und einem Durchmesser von 3,5 bis 5 Millimetern linealisch, zylindrisch bis schwach vierkantig und enthält zwölf bis zwanzig Samen. Die dunkelbraunen bis schwärzlichen runden Samen sind bei einem Durchmesser von 1,5 bis 2,5 (1,2 bis 3) Millimeter kugelig mit fein genetzter Oberfläche.

## Ökologie
Es kommt sowohl Selbstbefruchtung innerhalb einer Blüte als auch Fremdbefruchtung durch Bienen vor.

## Systematik

### Taxonomie
Die Erstveröffentlichung von Brassica napus erfolgte 1753 durch Carl von Linné in Species Plantarum, Tomus II, S. 666.

### Genetik
Brassica napus ist eine allopolyploide Hybride, die aus einer Bastardisierung von Rübsen (Brassica rapa) und Gemüsekohl (Brassica oleracea) hervorgegangen ist. Das Genom von Raps besteht aus 38 Chromosomen, davon sind 20 bzw. 18 Chromosomen von den beiden Ausgangsformen.

## Geschichte der Rapsnutzung

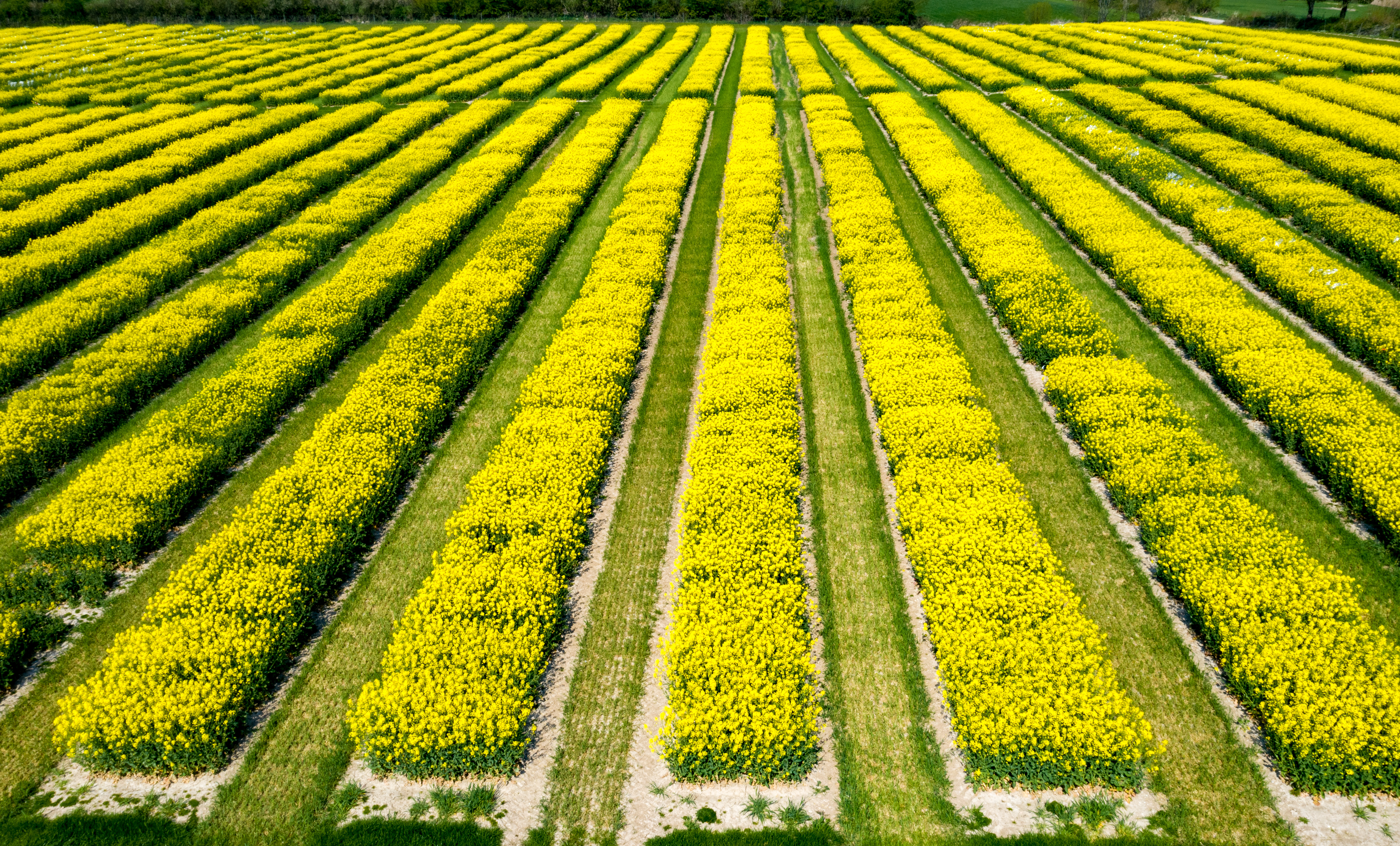
In einem Forschungsinstitut in Holtsee (Kreis Rendsburg-Eckernförde) werden Rapssorten gesucht, die sich optimal an das Klima, die Umwelt und den Boden anpassen.

### Frühe Rapsnutzung
Raps (von niederdeutsch rapsād, mit dem zweiten Wortglied, da die Pflanze wegen des ölhaltigen Samens angebaut wird, zu niederdeutsch Rapp, entlehnt von gleichbedeutend lateinisch Rapa) wird schon seit Jahrhunderten wegen des hohen Ölgehaltes seiner Samenkörner kultiviert. Die Rapspflanze war schon den Römern bekannt. Ursprünglich stammt der Raps aus dem östlichen Mittelmeerraum und wurde zur Gewinnung von Speise- und vor allem Lampenöl verwendet. In Indien gibt es für eine Verwendung Hinweise bereits um 2000 v. Chr., in Mitteleuropa wird er erst seit dem 14. Jahrhundert angebaut. Ab dem 17. Jahrhundert findet der Anbau im größeren Stil statt. Im nordwestlichen Deutschland und in den Niederlanden war Raps im 16. und 17. Jahrhundert die wichtigste Ölfrucht. In der Mitte und im Osten Deutschlands dagegen herrschte der eng verwandte Rübsen vor, der im Anbau anspruchsloser ist, aber einen geringeren Ölertrag liefert. Da Samen und Öl von Rübsen und von Raps lange gleichermaßen als „Rübsamen“ und „Rüböl“ bezeichnet wurden, lässt sich der historische Anbau beider Pflanzen im deutschsprachigen Raum nur schwer gegeneinander abgrenzen. Frankreich, England und Schweden kamen im Verlauf des 18. Jahrhunderts als Anbaugebiete hinzu.

### Aufschwung und Niedergang im 19. Jahrhundert
Zunächst lieferte Raps vorwiegend Brennstoff für Öllampen, wurde als Schmieröl genutzt und nur in den armen Schichten auch in der Küche verwendet. Im frühen 19. Jahrhundert stieg der Rapsanbau an, weil sich der Gebrauch des Öls als Beleuchtungs- und Nahrungsmittel zunehmend durchsetzte. Gründe waren der Preisanstieg beim zuvor zur Beleuchtung genutzten Waltran als Folge der Überjagung der Walbestände und niedrige Getreidepreise, die alternative Feldfrüchte attraktiver machten. Als Speiseöl wurde Rapsöl unter anderem wegen seines bitteren Geschmacks, der auf einen hohen Gehalt an Erucasäure zurückzuführen war, nur eingeschränkt verwendet. Allenfalls in Hungerzeiten kam Rapsöl vermehrt auch als Nahrungsmittel auf den Tisch. So brach der Rapsanbau in der zweiten Hälfte des 19. Jahrhunderts stark ein, als preiswerte Erdölimporte und tropische und subtropische Speiseöle auf den Markt kamen. 1878 wurden noch 188.000 ha Raps im Deutschen Reich angebaut, 36 Jahre später waren es nur noch 87.711 ha. Das so gewonnene Öl wurde vor allem von der Seifen- und Schmiermittelindustrie verarbeitet. Neben der geringen Eignung als Nahrungsmittel führten die stark schwankenden Erträge, die Empfindlichkeit gegen Wettereinflüsse und die technisch schwierige Ernte dazu, dass Raps nur widerwillig und in Zeiten hoher potenzieller Gelderträge für die Samen angebaut wurde.
Die systematische Züchtung von Raps begann in Deutschland um 1900 herum mit der Arbeit des Agronomen Hans Lembke auf der Insel Poel. Dabei standen insbesondere eine verbesserte Winterhärte und ein höherer Samenertrag im Blickpunkt. 1911 entstand damit die erste Zuchtsorte „Lembke Winterraps“. Lembke wirkte bis in die 1960er Jahre in der Deutschen Demokratischen Republik.

### Raps in der Kriegswirtschaft
Im Ersten Weltkrieg wurde in Deutschland der Anbau von Ölfrüchten forciert, um sich aus der Abhängigkeit von Fett- und Öleinfuhren zu lösen. Raps spielte dabei im Vergleich zu anderen Ölsaaten jedoch eine untergeordnete Rolle. Der Kriegsausschuss für pflanzliche und tierische Oele und Fette leitete erst 1916 eine gezielte Werbekampagne für den Raps- und Rübsenanbau bei Landwirten ein. Vor allem Margarine wurde aus heimischem Rapsöl hergestellt. Als Speiseöl nur bedingt tauglich, als Futtermittel ungeeignet, blieb Rapsöl hauptsächlich auf die Verwertung technischer Öle beschränkt (Brennstoff für Öllampen, Schmiermittel für (Dampf-)Maschinen, Grundstoff für die Seifenherstellung). 1919 erreichte die Rapsanbaufläche mit 0,7 % der gesamten Ackerfläche im Deutschen Reich einen Spitzenwert. Anschließend ging er bis 1933 auf nahezu Null zurück. Der Bedarf an Pflanzenöl wurde wieder weit überwiegend durch den Import gedeckt. Der zunächst langsame Wiederanstieg des Rapsanbaus wurde durch eine Reihe wirtschaftspolitischer Eingriffe des NS-Staats ausgelöst, die in der Summe zu einem Anstieg des Fettpreises und zu einer Verbilligung von Kunstdünger führten. Zunächst stand jedoch die Erzeugung tierischer Fette im Blickpunkt. Erst nachdem entsprechende Bemühungen gescheitert waren, wuchs von 1936 mit dem Vierjahresplan und der Gründung der Deutschen Gesellschaft für Fettforschung das Interesse an Ölsaaten, wobei Raps nicht gesondert, sondern im Zusammenhang mit den übrigen Ölfrüchten behandelt und durch staatlich festgelegte Preise sowie Subventionen gefördert wurde. 1939 wurden Ölmühlen einem Verarbeitungszwang für Raps und Rübsen unterworfen. Der Anteil von Raps an der Gesamtackerfläche wuchs bis 1944 auf knapp 2 % an.

### Nutzung im geteilten Deutschland
Nach dem Zweiten Weltkrieg blieb der Rapsanbau in beiden deutschen Staaten auf einem niedrigen Niveau. In der Bundesrepublik Deutschland wurden weniger als 0,5 % der Ackerfläche mit der Pflanze bestellt. Um 1955 herum kam der Rapsanbau sogar nahezu zum Erliegen. In der Deutschen Demokratischen Republik blieb der Anteil lange bei etwas mehr als 2 %. Während sich der Rapsanbau in der BRD von 1955 an zunächst langsam und ab etwa 1967 deutlich steigerte, setzte diese Entwicklung in der DDR etwa 1970 ein. 1990 machte Raps in der DDR etwas mehr als 3 % der Ackerfläche aus, in der BRD rund 8 %. Der stärkere Rapsanbau in der Sowjetischen Besatzungszone und dann der DDR ist auf den Devisenmangel des Staats zurückzuführen, der den Kauf von Ölsaaten und Ölen auf dem internationalen Markt erschwerte. Wie in den beiden Weltkriegen zuvor wurde Raps aber nur als eine Möglichkeit unter verschiedenen Ölsaaten angesehen. Zudem wurde in der DDR weiterhin erucasäurehaltiger Raps mit entsprechend schlechter Eignung als menschliche und tierische Nahrung angebaut. 1977 legte die Europäische Gemeinschaft Obergrenzen von Erucasäure in Nahrungsmitteln fest. Dies setzte die Exportwirtschaft der DDR unter Druck, die keine entsprechenden Produkte auf Rapsbasis anbieten konnte. Im geringen Umfang eröffneten sich aber auch neue Exportmöglichkeiten, da es im Westen kaum noch ein Angebot für erucasäurereiches Rapsöl gab, das für bestimmte technische Anwendungen benötigt wurde. Die DDR hatte erst 1982 mit der Sorte Marinus einen Null-Raps ohne Erucasäure aus eigener Zucht zur Verfügung. Erste Versuche mit dem Anbau von Doppelnull-Raps fanden 1987 statt. 1990 erfolgte die Zulassung der Sorte Madora als einziger in der DDR gezüchteter Doppelnull-Raps. Ein Jahr später hatte sich, flankiert durch staatliche Förderung, in den nun neuen Bundesländern der BRD die Doppelnullvariante als dominierende Rapssorte durchgesetzt.
In der BRD wurden 1948 die direkten Subventionen für den Rapsanbau gestrichen. Damit war die Pflanze unrentabel und wurde Mitte der 1950er Jahre praktisch nicht mehr angebaut. Ein Aufschwung setzte mit der stärkeren Technisierung der Landwirtschaft ein. Sie ermöglichte das zuvor schwierige Einarbeiten der Rapsstängel in den Boden und die Nutzung des knappen Zeitfensters zwischen Rapsernte und Getreideaussaat. Auch die häufig nötige Trocknung der Rapssamen konnte nun effizienter umgesetzt werden. Raps galt im Verhältnis von Arbeitsaufwand zu Geldertrag als besonders interessante Pflanze. Zudem eignete sich Raps mit seinem hohen Stickstoffbedarf zur Nutzung der immer größeren Güllemengen, die im Verlauf der 1960er Jahre als Folge des wachsenden Fleischkonsums und der dafür nötigen Tierhaltung anfielen. Hinzu kamen staatliche Subventionen. Obwohl die Lebensmittelindustrie Rapsöl nur widerwillig verarbeitete, unterstützte die Bundesregierung den Anbau mit Preisgarantien und Zuschüssen, um im Fall einer Notlage eine inländische Ölproduktion aufrechtzuerhalten. Margarinehersteller wurden per Verordnung gezwungen, mindestens 5 % heimisch erzeugtes Rapsöl zu verarbeiten. Aufgrund dieser günstigen Rahmenbedingungen weiteten Landwirte den Rapsanbau aus, so dass 1959 der Beimischungszwang nicht mehr ausreichte, um den erzeugten Raps zu verbrauchen. Zudem wuchs die öffentliche Kritik an der Aufwendung von Steuergeld für die Rapssubventionen. Am 31. August 1965 reichten Verbände der Lebensmittelindustrie eine Klage gegen den Beimischungszwang beim Bundesverfassungsgericht ein und erhielten am 1. März 1968 ein Urteil in ihrem Sinn. Die Bundesregierung hatte bereits zuvor zum 1. März 1967 die Beimischungsverordnung abgeschafft.
Für die Bundesrepublik Deutschland gilt Gerhard Röbbelen als wichtigster Rapsforscher. 1967 wurde auf Initiative Röbbelens der bis heute bestehende Arbeitskreis Raps als Austauschplattform von Wissenschaft und Agrarwirtschaft gegründet.
Dass der Rapsanbau in den 1970er und vor allem 1980er Jahren trotz dieser wegfallenden Unterstützung zunahm, ist auf die Einführung von Null- und Doppelnullsorten zurückzuführen, die die Frucht zunehmend für die Nahrungs- und Futtermittelindustrie interessant machten. Beim Endverbraucher bestand aber offenbar das schlechte Image des Rapsöls weiter. Erst seit 2009 wird im größeren Stil Rapsöl im Handel ausdrücklich als solches angeboten und nicht nur mit der Bezeichnung Pflanzenöl.

### Seit der Jahrhundertwende
Nachdem durch die Neuzüchtungen zunächst die Verwertung als ernährungsphysiologisch wertvolles Speiseöl sowie als Rohstoff für Speisefette in den Mittelpunkt gestellt worden war, ist Rapssaat zunehmend auch als nachwachsender Rohstoff genutzt worden. 2007 wurden drei Viertel des in Deutschland erzeugten Rapsöls zur Erzeugung von Biokraftstoffen oder zur Verwertung in der Industrie verwendet.
Rapsöl wird mittlerweile vermehrt zur Kunststofferzeugung verwendet. Viele Polyhydroxyalkanoate haben viele gesuchte Eigenschaften wie Wasserfestigkeit, Abbaubarkeit, Bioverträglichkeit und Nachhaltigkeit.

## Anbau

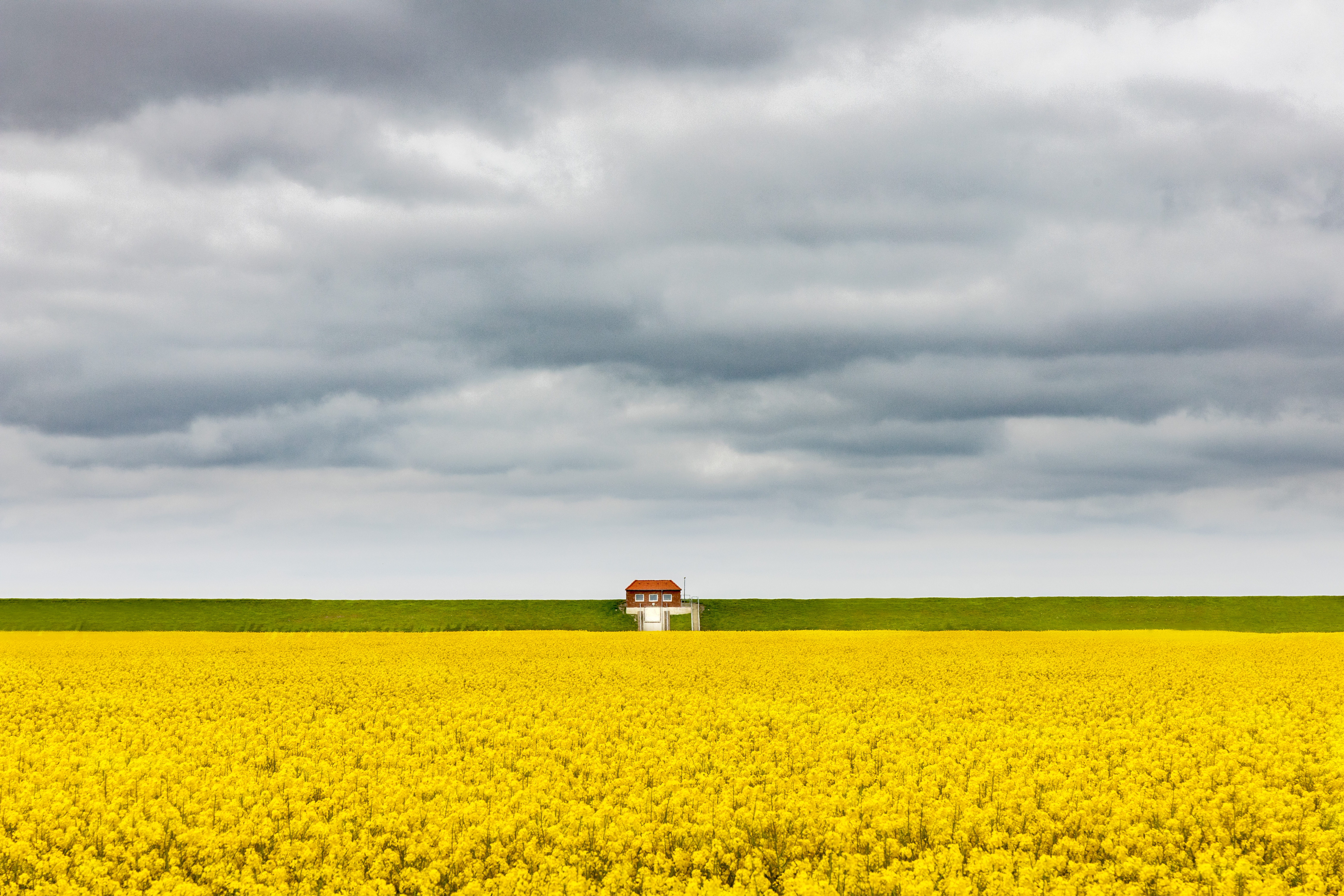
Blühendes Rapsfeld

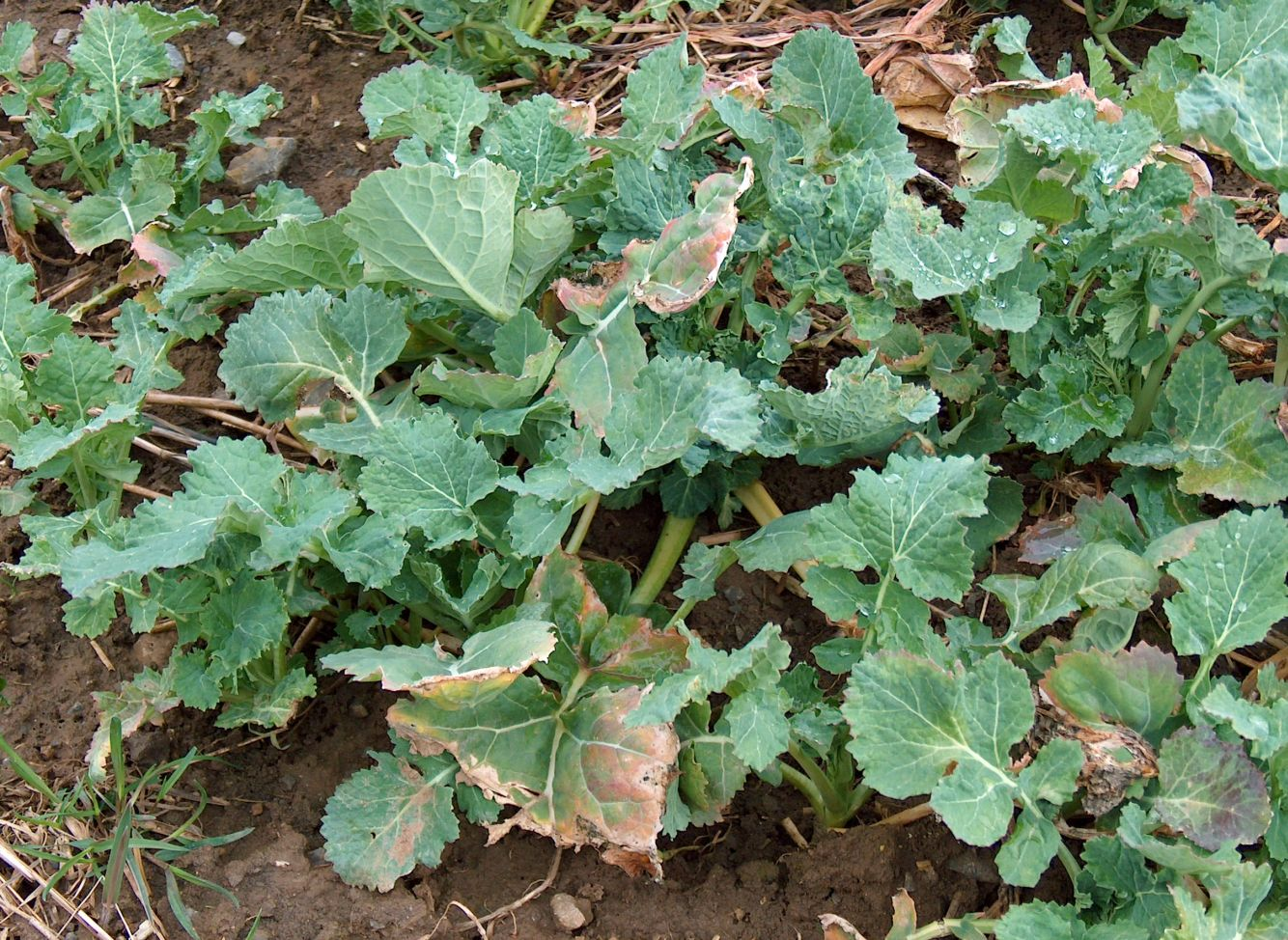
Habitus und grundständige Laubblätter von Winterraps im April

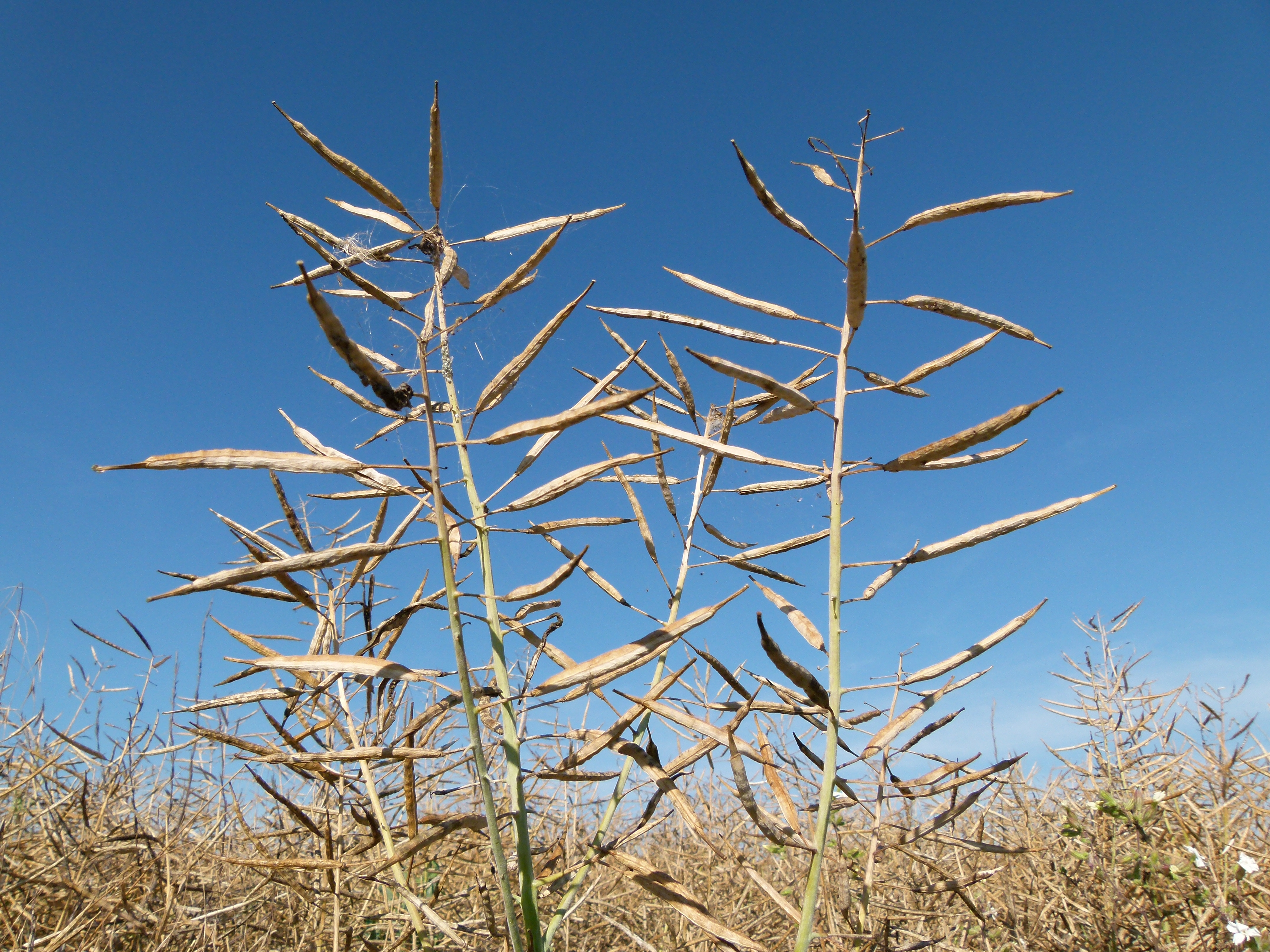
Fruchtstand von Raps

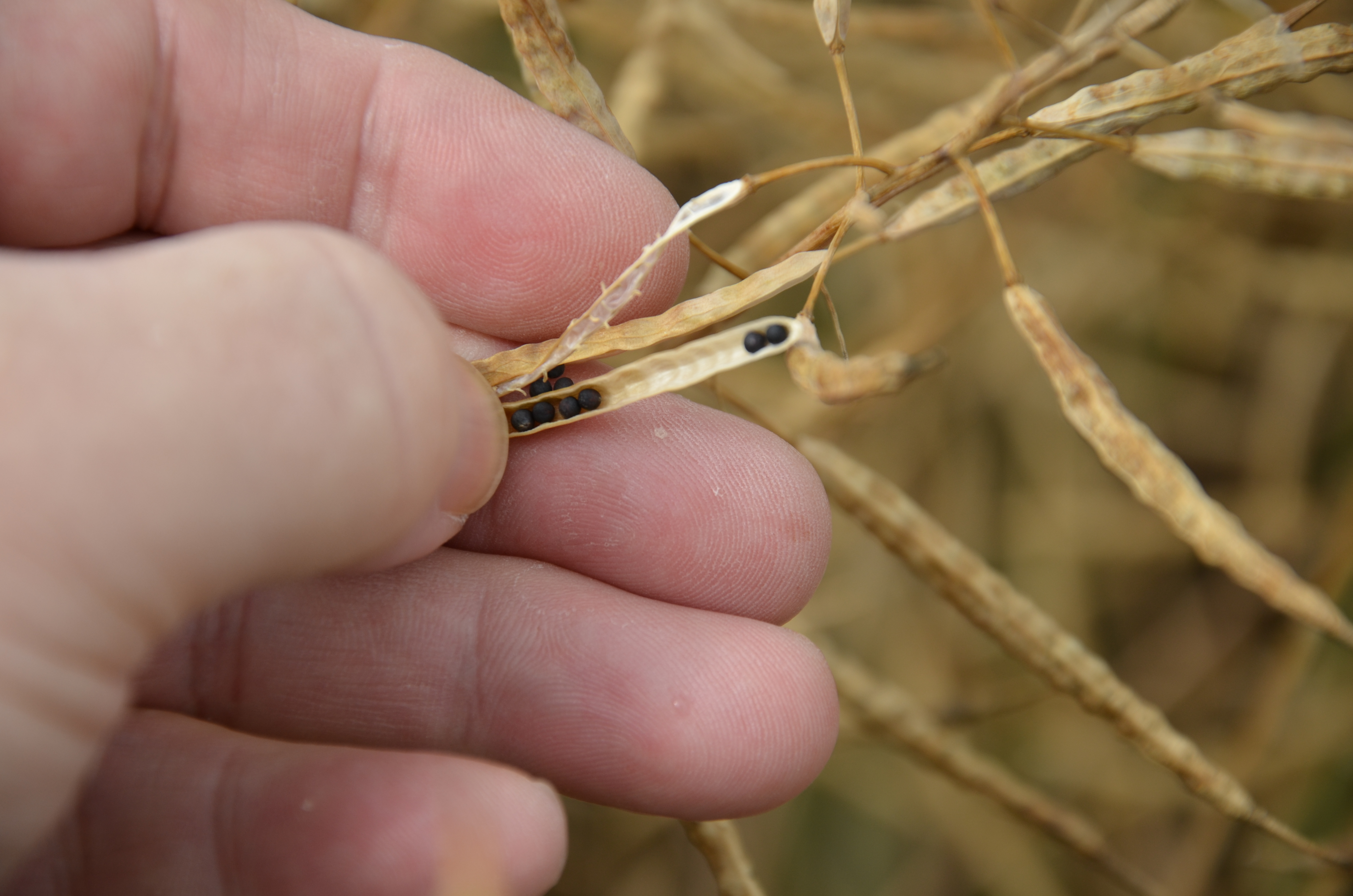
Geöffnete Rapsschote mit Samen

### Züchtung und Sorten
Bis zu den 1970er Jahren konnte man Raps kaum als Lebens- und Futtermittel verwenden, denn er enthielt erhebliche Mengen der einfach ungesättigten Erucasäure und an Glucosinolaten. Erucasäure macht mehr als die Hälfte der Fettsäure herkömmlicher Rapssorten aus, sie verursacht Organschäden und Herzprobleme bei Menschen und Säugetieren. Wegen der Glucosinolate durften Raps-Pressrückstände nur zu geringen Anteilen im Tierfutter sein. Wegen des intensiven Kohlgeruchs fraßen die Tiere weniger, zudem verändern Glucosinolate die Schilddrüse. Außerdem entstanden im Pressrückstand Senföle, die beim Tier Verdauungsstörungen hervorriefen, Hühnereier erhielten einen Fischgeschmack.

#### Null-, Doppelnull- und Plusnull-Raps
Seit den 1960er Jahren wurden unter der Bezeichnung Null-Raps (0-Raps) praktisch erucasäurefreie (weniger als 2 Prozent im Öl) und damit für die menschliche Ernährung geeignete Raps-Genotypen entwickelt, deren Saat einen höheren Anteil der besser verträglichen Öl- und Linolensäure enthält. Den Durchbruch in dieser Hinsicht erzielte ein von 1962 an betriebenes Forschungsprojekt mit Sommerraps an der University of Manitoba unter Keith Downey. Deren Ergebnisse wurden unter dem Markennamen Canola (Canadian oil, low acid) auf den Markt gebracht. Mittlerweile wird Canola in weiten Teilen Amerikas und Australiens allgemein als Bezeichnung für Raps verwendet, unter anderem wegen der Konnotation des englischen Ausdrucks rape seed (rape bedeutet neben Raps auch Vergewaltigung). In Deutschland begannen kurz darauf an den Universitäten Gießen und Göttingen ähnliche Projekte mit Winterraps. 1973 wurde als deren Ergebnis ‘Lesira’ als erster Null-Winterraps für den Anbau zugelassen. Bis 1976 wurde praktisch der gesamte Rapsanbau in der Bundesrepublik auf Null-Raps umgestellt. Entscheidend für das Gelingen dieses schnellen Wechsels war die 1974 erfolgte Gründung der Gesellschaft Rapool-Ring deutscher Qualitätsrapszüchter als Kooperative zahlreicher Saatgutzüchter.
Livio war das erste kommerziell vertriebene Raps-Speiseöl in (West-)Deutschland.
Null-Raps enthielt allerdings immer noch Glucosinolate, die die Verwendung als Tierfutter erschweren. Daher wurde versucht, Raps mit geringerem Gehalt von Glucosinolaten zu züchten, sogenannten Doppelnull-Raps (00-Raps).
1981 wurde als erste Doppelnull-Rapssorte die Winterrapssorte ‘Librador’ in die deutsche Sortenliste eingetragen. 1982 folgte die Sorte ‘Liglandor’ und 1983 wurden die Sorten ‘Lindora’, ‘Liropa’ und ‘Elena’ in die Sortenliste aufgenommen. Mit jeder neuen Sorteneintragung verringert sich der Abstand in der Ertragsleistung zwischen den 0-Sorten und 00-Sorten. Die Problematik der Leistungsprüfung, bedingt durch Wildverbiss (das Wild frisst naheliegenderweise die glucosinolatarmen Typen), führte dazu, dass die Streuung der Ergebnisse zwischen den 00-Sorten wesentlich größer ist als zwischen den 0-Sorten. Zudem wurde das vermehrte Auftreten von „Weißblühern“, einem charakteristischen Schwefelmangel-Symptom bei Raps, bei der amtlichen Sortenprüfung als genetische Inhomogenität („kanadisches Blut“) fehlgedeutet. Die Ursache dafür waren jedoch die seit den 1980er-Jahren abnehmenden atmosphärischen Schwefeleinträge in Nordeuropa und die ineffizientere Verwertung von Schwefel im Stoffwechsel von 00-Raps Sorten.
Die Zusammensetzung der Fettsäuren von 00-Rapsöl ist der von Olivenöl sehr ähnlich. Der Anteil essentieller Fettsäuren, insbesondere der α-Linolensäure, ist um ein Mehrfaches höher als bei Olivenöl.
In Westdeutschland wird seit 1988 beinahe die gesamte Anbaufläche mit 00-Raps bestellt, in Gesamtdeutschland seit kurz nach der Wiedervereinigung. Daneben wurden für die Produktion von Erucasäure als industriellem Rohstoff erucasäurereiche, aber glucosinolatarme Sorten gezüchtet: der Plusnull-Raps (+0-Raps) oder HEAR (engl.: high erucic acid rapeseed). Zum Anbau stehen diese Sorten seit 1988 zur Verfügung. Der Pressrückstand kann auch bei diesen Sorten verfüttert werden. Auf Flächen, die einmal mit +0-Raps bepflanzt waren, kann allerdings kein 00-Raps für die menschliche Ernährung mehr angebaut werden, da dieser mit ausgesamtem +0-Raps (Ausfallraps) verunreinigt sein kann.
Der Verzehr von Raps in größeren Mengen über längere Zeit kann bei Wiederkäuern Blutarmut verursachen.
Da beim 00-Raps Äshemmer wie der Gehalt an Senfglykosiden reduziert sind, kommt es insbesondere in Wintermonaten zu einer erhöhten und teilweise ausschließlichen Aufnahme dieses Rapses beispielsweise beim Reh. Der damit verbundene hohe Eiweißgehalt und der geringe Rohfaseranteil der Nahrung führt bei Rehen zu schweren Verdauungsstörungen wie einer schaumigen Gärung des Panseninhalts und dadurch unter anderem zu einer Zerstörung der Pansenmikroflora und -fauna. Dies allein führt bei vielen Rehen bereits zum Tod, andere Tiere gehen nach einer bis drei Wochen an hämolytischer Anämie ein, die wahrscheinlich auf das Vorhandensein von S-Methylcysteinsulfoxid im Raps zurückzuführen ist. Die ausschließliche Aufnahme nur einer Äspflanze widerspricht normalerweise der Nahrungsstrategie von Rehen. Bei Untersuchungen, welche und wie viele Rehe gestorben sind, fand man in Österreich heraus, dass es sich dabei um auffallend viele Jungtiere handelt. Der Wildbiologe Fred Kurt vermutet deswegen, dass es sich um Jungtiere handelt, die den Anschluss an ihre Sprünge verloren haben. Im Verhältnis zu den hohen Rehbeständen stirbt eine vergleichsweise geringe Anzahl. Auch ein angebliches Hasensterben wurde mit dem 00-Raps in Verbindung gebracht. Wissenschaftlich konnte diese Auswirkung aber nie nachgewiesen werden. Die damals von den Bundesbehörden der Schweiz großangelegte wildbiologische Feldstudie (die international einzige in diesem Sachzusammenhang!) konnte jedoch keine dieser Hypothesen bestätigen.

#### Weitere Sorten
- HOLLi-Raps (High Oleic, Low Linolenic), auch HOLL-Raps, ist eine Zuchtform mit veränderter Fettsäurenzusammensetzung. Das Öl ist sehr hitzestabil, bei der Erhitzung entstehen weniger wahrscheinlich gesundheitsschädliche trans-Fettsäuren.[43][44]
- HO-Raps (Hochölsäureraps; high oleicacid), dieser hat einen erhöhten Ölsäureanteil.[45]
- 000-Raps (triple-low, triple-zero), wurde bereits 1976 in Kanada gezüchtet, dieser Raps ist zusätzlich zum 00-Raps faserarm.[46][47]

#### Hybridsorten
Im Juli 1994 wurde in Frankreich die weltweit erste Hybridsorte bei Raps in die Sortenliste eingetragen. Bei dieser bleibt die „cytoplasmatisch-männliche Sterilität“ (cms) der Mutterlinie in der Hybride erhalten, die aufwachsende Hybridpflanze bildet also keinen Pollen und ist daher männlich steril. Im Konsumanbau werden „Verbundhybriden“ genannte Saatgutmischungen aus der unfruchtbaren Hybridsorte und einer herkömmlichen Sorte als Pollenspender ausgesät.
Schon Anfang der 1980er Jahre wurden an der Justus-Liebig-Universität Gießen sog. „zusammengesetzte Sorten“ entwickelt, die auf dem Markt eine nennenswerte Bedeutung erreichten (z. B. Elvira). Hierbei blühten gezielt kombinierte Linien miteinander ab. Diese Linien waren zwar verhältnismäßig reinerbig, aber wiesen dennoch im Gegensatz zur Hybridsorten-Komponenten keinen so hohen Inzuchtanteil auf.
1995 wurde in den USA ein HL-Raps (high lauric) entwickelt, dieser besitzt ein Gen des Lorbeers und enthält bis zu 40 % Laurinsäure. Er wird zu industriellen Zwecken genutzt. Weiter gibt es die Sorten high myristic und high stearic mit erhöhtem Myristin- bzw. Stearinsäureanteil, sowie low linolenic Typen mit reduziertem Linolensäureanteil.
1996 wurden in Deutschland sogenannte „restaurierte Hybriden“ zum Anbau zugelassen. Diese blühen wie herkömmliche Liniensorten ab und bieten daher die gleiche Ertragssicherheit wie diese, jedoch verbunden mit höherer Vitalität und höherem Ertragspotenzial. 2002 standen Hybridsorten auf etwa 40 % der Winterrapsanbaufläche in Deutschland, 2005 auf rund 60 %. Hybridsorten erbringen gegenüber anderen Rapssorten einen Mehrertrag von bis zu 400 kg/ha.

#### Gentechnisch veränderte Sorten
Raps zählt zu den ersten Nutzpflanzen, bei denen großflächig gentechnisch veränderte Sorten angebaut wurden. Durch Veränderung des Rapserbguts wurden Rapspflanzen mit verschiedenen nützlichen Eigenschaften entwickelt. Gentechnisch veränderte Rapssorten werden bisher vor allem in den USA (82 % der Rapsanbaufläche im Jahr 2007), Kanada (87 % der Rapsanbaufläche im Jahr 2007) und in Australien (seit 2008) angebaut. In der EU gibt es bisher lediglich Zulassungen der Ernte als Lebens- bzw. Futtermittel, jedoch keine für den kommerziellen Anbau.

### Standort

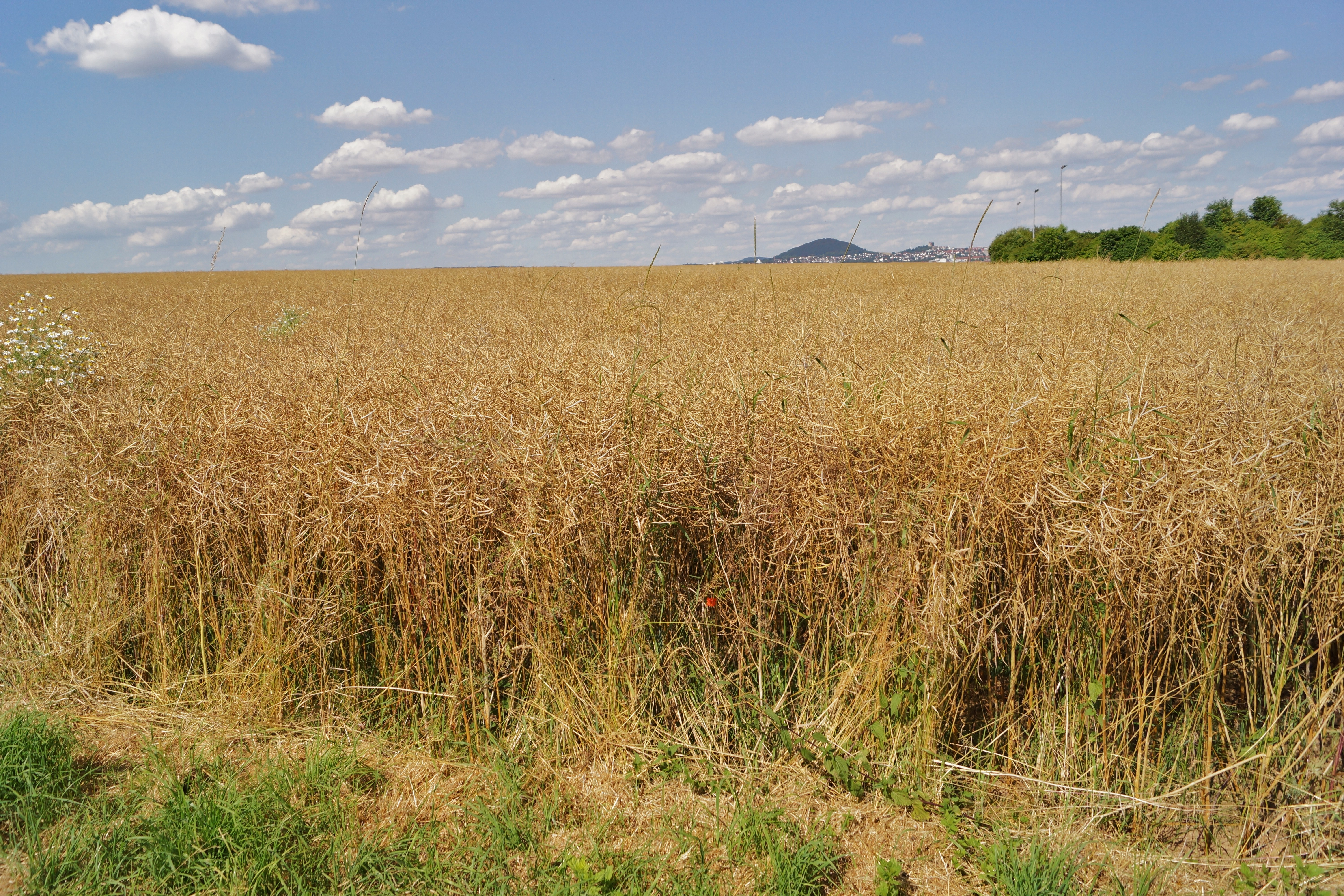
Fast erntereifer Raps

Rapsblüte im Wappen der Ostseeinsel Poel

Die Ansprüche von Raps an den Boden sind denen des Weizens vergleichbar. Raps benötigt tiefgründigen Boden, der eine ungehinderte Wurzelentwicklung bis unterhalb des Bearbeitungshorizonts ermöglicht. Tiefgründige Lehmböden mit pH-Werten um 6,5 sind für den Anbau besonders geeignet. Ungeeignete Standorte für Raps sind sehr tonige Böden mit starker Neigung zu Staunässe wegen Einschränkungen bei der Bodenbearbeitung sowie extrem leichte oder flachgründige Böden, bei denen Trockenperioden die Ertragssicherheit verringern. Bei Moorböden mit Spätfrostgefahr kann es bei Winterrapsanbau zur Schädigung der Blüte, zum Platzen der Pflanzenstängel oder auch zum Auffrieren des Bestandes mit Totalschäden kommen.
Die ökologischen Zeigerwerte nach Landolt et al. 2010 sind in der Schweiz: Feuchtezahl F = 3+ (feucht), Lichtzahl L = 4 (hell), Reaktionszahl R = 3 (schwach sauer bis neutral), Temperaturzahl T = 4 (kollin), Nährstoffzahl N = 5 (nährstoffreich), Kontinentalitätszahl K = 2 (subozeanisch).
Raps besitzt nur eine begrenzte Frosthärte bis zu etwa −15 °C bis −20 °C bei schneefreiem Boden. Verändert sich die Bodenstruktur durch Frosteinwirkung (Auffrieren), so können zudem Wurzeln abreißen. Warme Mittagstemperaturen bei beginnender Atmung der Pflanzen gegen Winterende können zum Vertrocknen führen, da die Wurzeln bei noch gefrorenem Boden nicht genügend Wasser aufnehmen können.

### Fruchtfolge
Raps ist nicht selbstverträglich, das heißt, dass man nach dem Anbau mind. drei besser vier Jahre keinen Raps mehr anbauen sollte, um ein vermehrtes Auftreten spezifischer Pflanzenkrankheiten und -schädlinge zu vermeiden. Raps kann daher einen Anteil von höchstens 25 bis 33 Prozent in der Fruchtfolge einnehmen, um Mindererträge beziehungsweise verstärkten Einsatz von Pflanzenschutzmitteln zu vermeiden. Auch vor dem Anbau verwandter Kulturpflanzen nach Raps sind Anbaupausen nötig, so bei Rüben wegen Rübennematoden sowie bei Senf oder Stoppelrüben wegen Kohlhernie.
Raps ist in einer Fruchtfolge mit Getreide wichtig, da er als Blattfrucht keine Krankheiten und kaum Schädlinge von Halmfrüchten übertragen kann. Zudem fördert Raps die Struktur und biologische Aktivität des Bodens und dient der Humusbildung, wenn seine Pflanzenteile (Wurzeln, Stroh) auf dem Feld bleiben. Vor allem Sommerraps sorgt mit einer guten Durchwurzelung des Bodens für dessen gute Durchlüftung. Winterraps kann von Vorfrüchten freigesetzte Stickstoffmengen noch im Herbst aufnehmen. Bleibt Rapssaat im Boden, ist sie auch nach langer Zeit (bis zu zehn Jahre) noch keimfähig und kann bei Auswuchs Nachfrüchte stören.

### Aussaat
In Mitteleuropa wird überwiegend Winterraps angebaut. Die Aussaat erfolgt im Herbst, die Ernte im darauf folgenden Frühsommer. In Kanada, dem weltweit größten Raps-Erzeugerland, überwiegt dagegen Sommerraps.
In Deutschland wird bei Winterraps ein Saattermin in der zweiten Augusthälfte angestrebt. Eine Aussaat bis in die erste Septemberwoche ist möglich. Angestrebt wird, dass die Pflanzen in einem kräftigen Rosettenstadium in den Winter gehen, jedoch noch keine verlängerte Sprossachse bilden.
Raps erfordert ein optimales Saatbett mit leicht verfestigtem Saatablagehorizont (die Bodentiefe, in der das Saatgut abgelegt wird) und flacher, lockerer Oberfläche. 35 bis 70 Körner Winterraps pro Quadratmeter werden mit zwei bis drei Zentimetern Ablagetiefe flach gesät. Bei Hybriden liegt die Aussaatmenge etwas niedriger als bei Liniensorten. Üblich sind Reihenabstände von 13 bis 26 Zentimetern. Zur Anwendung kommt sowohl die Drillsaat als auch die exaktere, aber aufwendigere Einzelkornsaat.

### Düngung
Die Rapspflanze stellt hohe Ansprüche an die Nährstoffversorgung. Verglichen mit Getreide ist bei Raps unter den Hauptnährstoffen vor allem der Bedarf an Stickstoff, Kalium und Schwefel hoch. Seit Einführung glucosinolatarmer Sorten in den 1980er Jahren, was zeitgleich zu dem allgemeinen Rückgang atmosphärischer Schwefel-Einträge in Nordeuropa geschah, ist die Düngung mit Schwefel zu einer produktionstechnischen Standardmaßnahme im intensiven Rapsanbau geworden.
Unter den Mikronährstoffen hat Raps besondere Ansprüche an die Versorgung mit Bor, Mangan und Molybdän.

### Unkrautregulierung und Pflanzenschutz
Bis in die 1970er Jahre wurde Raps als Hackfrucht angebaut – im ökologischen Landbau erfolgt die Unkrautregulierung auch heute per Maschinenhacke. Im konventionellen und integrierten Anbau wird das Unkraut neben allgemeinen ackerbaulichen Maßnahmen fast ausschließlich durch Herbizide bekämpft. Gentechnisch veränderte herbizidresistente Rapssaat ermöglicht den Einsatz nichtselektiver Herbizide, ist jedoch in Europa nicht zum Anbau zugelassen. Pflanzenschutzmittel (Insektizide, Fungizide und Wachstumsregler) werden in Deutschland während der Kulturdauer im Durchschnitt rund dreimal ausgebracht.

#### Krankheiten
- Weißstängeligkeit, auch Rapskrebs genannt, (Sclerotinia sclerotiorum)
- Wurzelhals- und Stängelfäule (Phoma lingam)
- Rapsschwärze (Alternaria brassicae)
- Kohlhernie (Plasmodiophora brassicae)
- Verticillium-Welke (Verticillium dahliae)
- Cylindrosporium-Blattflecken
- Kohlschwarzringfleckigkeit, Erreger Turnip yellow mosaic virus

#### Schädlinge
- Großer Rapserdfloh (Psylliodes chrysocephala)
- Großer Rapsstängelrüssler (Ceutorrhynchus napi)
- Gefleckter Kohltriebrüssler (Ceuthorrhynchus quadridens)
- Rapsglanzkäfer (Meligethes aeneus)
- Kohlschotenrüssler (Ceuthorrhynchus assimilis)
- Kohlschotenmücke (Dasyneura brassicae)
- Kohlrüben-Blattwespe (Athalia rosae)

#### Begleitvegetation
Bei dem verbreiteten Anbau nach Getreide tritt regelmäßig Ausfallgetreide (Aufwuchs aus Samen, die bei der Getreideernte auf dem Acker verblieben sind) auf. Zu den häufigsten Ungräsern zählt der Acker-Fuchsschwanz. An Unkräutern treten häufig Klettenlabkraut und Vogelmiere auf sowie vor allem auf schlecht durchlüfteten Böden Kamillen. Einseitiger Herbizideinsatz fördert zudem dem Raps verwandte kreuzblütige Unkräuter sowie Ackerstiefmütterchen und Storchschnäbel.

## Ernte

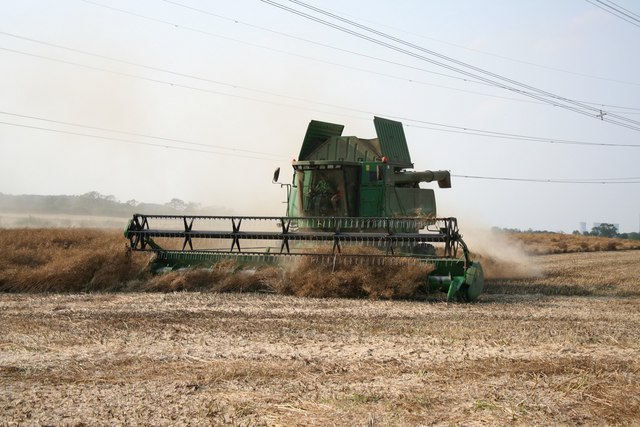
Direktdrusch von Raps, erkennbar sind die Rapstrennmesser an den Schneidwerksenden

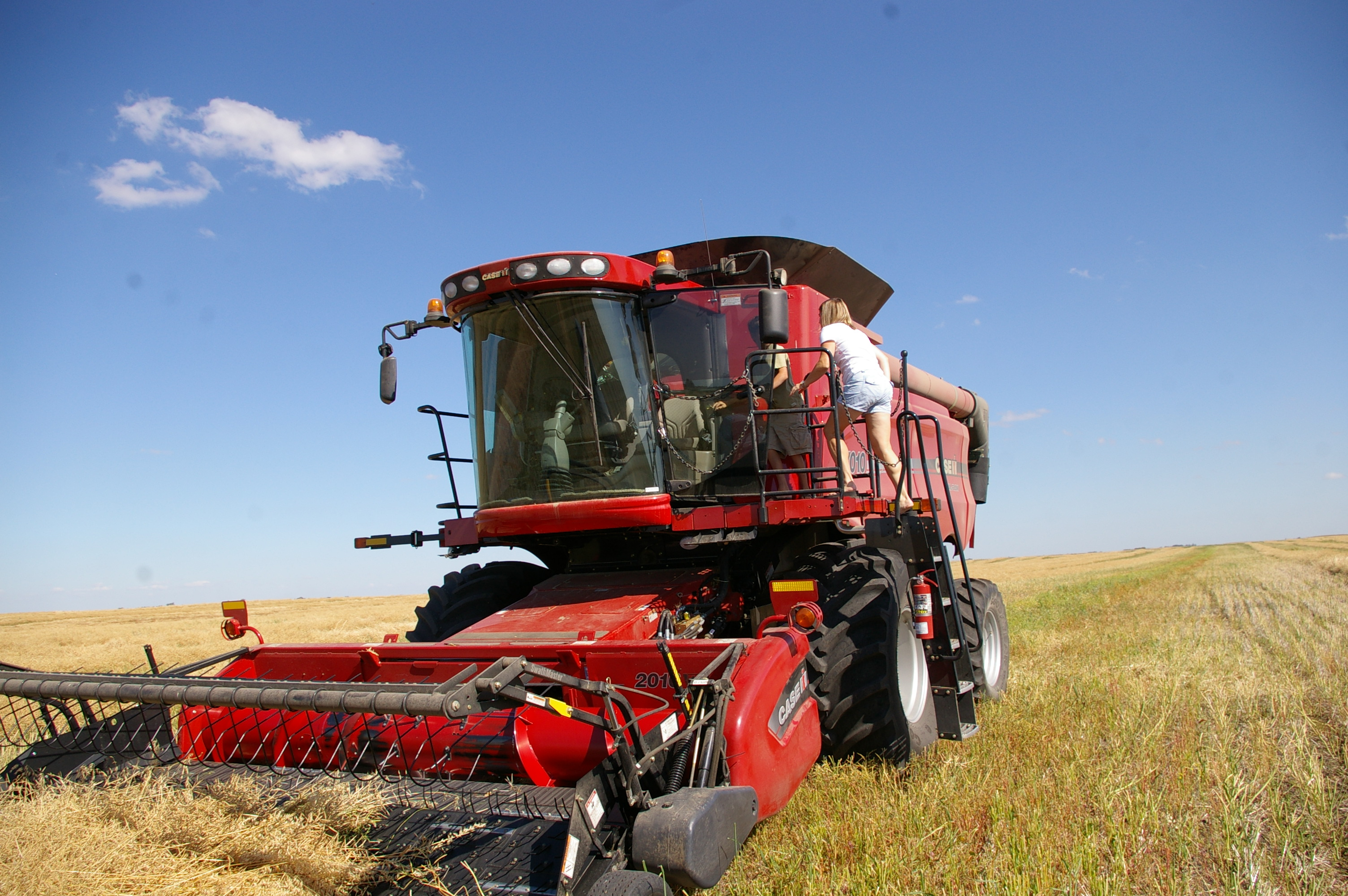
Schwaddrusch mit dem Mähdrescher, anstelle des Schneidwerks ist eine Pickup montiert

Geerntet wird der stehende Rapsbestand in Deutschland meist in einem Arbeitsgang im sogenannten Direktdrusch, in den Küstenregionen wird wegen des erhöhten Windeinfalls, aber auch zur Vermeidung vorzeitigen Samenausfalls aus den Schoten das mehrteilige Schwaddrusch-Verfahren angewandt.
Beim Direktdrusch wird der Raps geerntet, sobald die Körner schwarz geworden sind und beim Schütteln in der Schote rascheln. Das Stroh kann zu diesem Zeitpunkt noch teilweise grün sein. In Deutschland ist dies in der Regel in der zweiten Julihälfte der Fall. Als Erntemaschine dient beim Direktdrusch der herkömmliche Mähdrescher, der allerdings verbreitet mit Zusatzeinrichtungen wie einer Verlängerung des Tisches hinter dem Schneidwerk wegen des langen Rapsstrohs sowie Seitenmessern am Schneidwerk zum Trennen der ineinander verworrenen Rapspflanzen versehen ist. Wegen der im Vergleich zum Getreidekorn feinen Rapssaat muss das Dreschwerk des Mähdreschers mit anderen, auf das Rapskorn angepassten Sieben und Blechen ausgerüstet sein. Manchmal wird der Rapsbestand bei der Sikkation chemisch abgetötet, um einen einfacheren Direktdrusch zu ermöglichen. Als Problem beim Direktdrusch gibt es noch grüne Schoten im unteren Bereich, auch Gummischoten genannt. Diese enthalten Körner mit einem höheren Tausendkorngewicht. Mähdrescher können diese Schoten bestenfalls nur zerreiben. Das dabei austretende Wasser führt dann noch dazu, dass trockene Körner am Stroh kleben und nicht geerntet werden können.
Beim Schwaddrusch werden die Pflanzen in der Regel bereits ein bis zwei Wochen früher, nämlich sobald die Körner beidseitig zu bräunen beginnen, mit einem Schwadmäher gemäht und auf Schwad gelegt. Nach erfolgter Feldtrocknung wird der Schwad durch einen hierzu mit einer Pickup anstelle des Schneidwerks ausgerüsteten Mähdrescher aufgenommen und ausgedroschen.

## Wirtschaftliche Bedeutung

### Ertrag

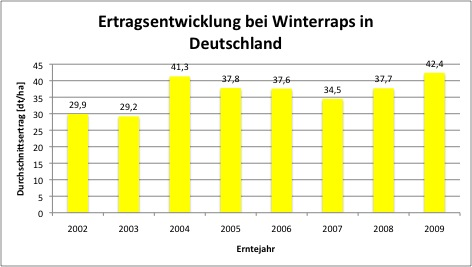
Durchschnittliche Erträge von Winterraps in Deutschland (in Dezitonnen pro Hektar)

Die Hektarerträge für Raps betrugen 2021 in Deutschland 35,0 dt/ha, in Österreich 30,7 dt/ha und in der Schweiz 30,8 dt/ha. Der mittlere Ölgehalt der Rapssaat beträgt 45 bis 50 Prozent, der Proteingehalt reicht von 17 bis 25 Prozent.

### Ölproduktion
Seit den 1990er Jahren ist Raps nach Soja weltweit die Ölsaat mit dem zweithöchsten Anteil am Weltmarkt. 2007 betrug der Anteil von Raps an der weltweiten Ölsaatenproduktion 12,9 %. Weltweit wurden 2021 etwa 71 Millionen t Rapssaat erzeugt, das ist ein Vielfaches der jährlichen Produktion Anfang der 1980er-Jahre (12,7 Mio. Tonnen im Durchschnitt der Jahre 1980–1982). Auch die Rapsölproduktion steigt stark an, der Anteil an der gesamten Pflanzenölproduktion für das Wirtschaftsjahr 2008/09 wird auf 14,5 Prozent geschätzt.
2020 wurden weltweit laut der FAO 25,2 Mio. Tonnen Rapsöl produziert.

### Welternte
Im Jahr 2023 wurden weltweit 91.876.424 t Raps geerntet. Die 10 größten Produzentenländer ernteten zusammen ca. 85,5 % der Welternte.
| Rang | Land                   | Menge (in t) |
| ---- | ---------------------- | ------------ |
| 1    | Kanada                 | 18.328.233   |
| 2    | Volksrepublik China    | 16.317.400   |
| 3    | Indien                 | 12.643.196   |
| 4    | Australien             | 8.917.862    |
| 5    | Frankreich             | 4.276.890    |
| 6    | Deutschland            | 4.218.000    |
| 7    | Russland               | 4.196.000    |
| 8    | Ukraine                | 4.183.650    |
| 9    | Polen                  | 3.575.100    |
| 10   | Vereinigte Staaten     | 1.894.950    |
|      | Summe Top Ten          | 78.551.281   |
|      | Summe restliche Länder | 13.325.143   |

Die Rapsernte in Österreich betrug 86.680 t und in der Schweiz 82.291 t.

### Anbau nach Sorten
In Europa werden fast ausschließlich 00-Rapssorten als Winterraps angebaut. Der Anbau als Sommerung hat an Bedeutung verloren (372.000 Hektar im Jahr 2007). Knapp 60 Prozent der Sommerrapsflächen in der EU liegen in den baltischen Staaten. In Deutschland ist der Sommerrapsanbau seit Mitte der 1990er Jahre um fast 90 Prozent auf 12.800 Hektar zurückgegangen.

### Anbau nach Verwendungsarten
Die in Deutschland meist angebauten 00-Rapssorten eignen sich für die Verwendung im Lebensmittelsektor ebenso wie für die Verwendung als nachwachsender Rohstoff. Auf Flächen, die als Stilllegungsflächen ausgewiesen sind, dürfen keine Lebens- und Futtermittel angebaut werden. Auf diesen Flächen kultivierter Raps wird also ausschließlich als nachwachsender Rohstoff verwendet. Da die obligatorische Flächenstilllegung 2008 abgeschafft wurde und die Energiepflanzenprämie der EU für Raps auf Nicht-Stilllegungsflächen 2009 letztmals ausgezahlt wurde, konkurrieren die verschiedenen Verwendungsarten für Rapsprodukte nun ohne Einfluss der Agrarförderung.
Raps als nachwachsender Rohstoff wurde 2008 in Deutschland auf rund 1,0 Mio. Hektar angebaut, das sind erstmals nach jahrelangen Zuwächsen fast 20 Prozent weniger als im Vorjahr. Fast 64 Prozent der bundesweiten Anbaufläche im Jahr 2007 lag in Mecklenburg-Vorpommern, Brandenburg und Sachsen-Anhalt.

### Anbau und Verwendung nach Ländern und Regionen
88,8 % der Welt-Rapsproduktion erfolgt in Europa, China, Kanada und Indien. Kanada führt die Liste der Exportländer an. Dürrebedingte Ernteausfälle in Australien und ein steigendes Rapsangebot aus den GUS-Staaten, insbesondere der Ukraine, erhöhen die Bedeutung Osteuropas für den internationalen Rapsmarkt.
Innerhalb der Europäischen Union dominiert die Rapserzeugung in Deutschland mit 4,20 Millionen Tonnen und Frankreich mit 4,28 Millionen Tonnen (Ernte 2023). Polen und Tschechien sind weitere wichtige Erzeugerländer in Europa.
Die Anbaufläche hatte in den vergangenen Jahrzehnten in Deutschland eine steigende Tendenz: Bis zur Wiedervereinigung stieg sie in der Bundesrepublik von etwa 100.000 Hektar Anfang der 1980er Jahre auf etwa 400.000 Hektar im Jahr 1989. In der DDR stieg die Anbaufläche von 124.900 Hektar im Jahr 1966 auf 157.900 Hektar 1985. Weiter wurde die Rapsanbaufläche in Deutschland von etwa 950.000 Hektar im Jahr 1991 auf den bisherigen Höchstwert von etwa 1,45 Millionen Hektar zur Ernte 2008 gesteigert. In Anteil an der gesamten Ackerfläche gerechnet, machte der Raps 1990 rund 6 % aus. 2007 war ein Spitzenwert mit rund 13 % erreicht. Bis 2017 ging er auf etwa 11 % zurück.
Auch in der Schweiz wird mehr Raps angebaut. Von 2015 (23.432 ha) stieg dort die Anbaufläche auf 25.004 Hektar.

## Nutzung

### Ernährung, Futtermittel und stoffliche Nutzung
Aus der Rapssaat, dem wirtschaftlich genutzten Pflanzenteil, wird in erster Linie Rapsöl gewonnen, das als Speiseöl und Futtermittel, aber auch als Biokraftstoff genutzt wird. Weiter wird Rapsöl in der chemischen und pharmazeutischen Industrie verwendet und dient als Grundstoff für Materialien wie Farben, Bio-Kunststoffe, Kaltschaum, Weichmacher, Tenside und biogene Schmierstoffe.
Als Koppelprodukte der Rapsölgewinnung in Ölmühlen fallen je nach Verarbeitungsmethode rund zwei Drittel der Rapssaatmasse in Form von Rapskuchen, Rapsexpeller oder Rapsextraktionsschrot an. Diese Produkte finden vor allem als eiweißreiches Tierfutter Verwendung und können Importe von Soja teilweise ersetzen. Glycerin, das als Nebenprodukt der Weiterverarbeitung von Rapsöl zu Biodiesel anfällt, findet ebenfalls Verwendung in der Futtermittelindustrie, zunehmend aber auch in der chemischen Industrie sowie als Bioenergieträger.
Das bei der Ernte anfallende Rapsstroh verbleibt in der Regel als Humus- und Nährstofflieferant auf dem Acker, kann aber auch energetisch genutzt werden.
Für die Imkerei haben Rapsfelder große Bedeutung. Rapsblüten sind unter anderem in Deutschland eine der wichtigsten und ergiebigsten Nektarquellen für Honigbienen, eine Rapsblüte produziert in 24 Stunden Nektar mit einem Gesamtzuckergehalt von 0,4 bis 2,1 mg. Ein Hektar Raps kann in einer Blühsaison eine Honigernte von bis zu 494 kg einbringen. Aufgrund des großflächigen Anbaues ist der fein und schmalzartig kandierende Rapshonig zugleich leicht als sortenreiner Honig zu ernten.
Rapsblätter und Stängel einiger Varietäten sind essbar und werden hauptsächlich in der asiatischen und afrikanischen Küche als Gemüse verwendet.

### Bioenergieträger
Rapssaat hat sich etwa seit dem Jahrtausendwechsel zu einem wichtigen Bioenergieträger entwickelt. Rapsöl wird dabei vor allem für die Biokraftstoffe Pflanzenölkraftstoff und Biodiesel (Rapsölmethylester) verwendet. Daneben dient das Öl als Treibstoff in Pflanzenöl-Blockheizkraftwerken und als Brennstoff – pur oder in Beimischung – in Ölheizungen, die für den Pflanzenölbetrieb angepasst sind (Pflanzenölbrenner). Rapskuchen wird derzeit fast ausschließlich in der Tierfütterung genutzt, möglich ist jedoch auch die Verbrennung oder die Nutzung als Substrat in Biogasanlagen zur Wärme- und Stromerzeugung.
Neben den allgemeinen Vorteilen der Bioenergieträger wie Erneuerbarkeit, weitgehende CO2-Neutralität und der Fähigkeit, Sonnenenergie zu speichern, spricht für die energetische Nutzung von Pflanzenölen, dass sie in großen Mengen verfügbar sind und die Nutzung mit relativ geringem technischem Aufwand möglich ist. Ein wichtiger Faktor aus Sicht der Ressourceverfügbarkeit ist bei weltweit steigendem Proteinbedarf die Nutzung der Koppelprodukte als proteinreiche Futtermittel. In Deutschland ist Rapsöl derzeit das einzige einheimische Pflanzenöl, das in großen Mengen für eine energetische Nutzung zur Verfügung steht.
Kritisiert werden an der Nutzung von Raps als Energiepflanze der Flächenbedarf bei zunehmender Flächenkonkurrenz zu Nahrungs- und Futtermitteln. Teilweise in Zusammenhang damit werden die Auswirkungen der Biokraftstoffproduktion auf die Weltmarktpreise von Nahrungsmitteln diskutiert. Zudem ist der Ressourcenverbrauch von Raps als Bioenergieträger zu berücksichtigen: Die Düngung der Pflanze und, in geringerem Maße, die Verarbeitung der Rapssaat zu Pflanzenöl und Biodiesel verbrauchen Energie und Rohstoffe, der Wasserverbrauch der Rapspflanze beim Aufwuchs ist ebenfalls erheblich.
Diskutiert wird, wie sich die Stickstoffdüngung auf die Klimabilanz von Raps auswirkt. Ein Teil des Stickstoffs kann zu Distickstoffoxid (N2O, „Lachgas“) umgesetzt werden, ein bis zu 320-fach so stark wirkendes Treibhausgas  wie Kohlenstoffdioxid (CO2). Die tatsächlich freigesetzte Menge hängt unter anderem von dem Anteil des Stickstoffs im Dünger ab, der tatsächlich zu Lachgas umgesetzt wird und in die Atmosphäre gelangt. Für die Berechnung sind auch Faktoren wichtig, wie z. B. die von der Pflanze aufgenommene Stickstoffmenge, die tatsächlich eingesetzte Menge an Dünger und die Einbeziehung von Nebenprodukten (Rapsschrot) in die Bilanzierung.
Verschiedene Studien nennen eine positive Klimabilanz. Große Presseresonanz fand 2008 eine Studie, die eine negative Klimabilanz für Treibstoff aus Raps berechnete, deren Einschätzung der oben genannten Faktoren von vielen Seiten jedoch als veraltet und wissenschaftlich nicht haltbar kritisiert wurde.